# María Casal
María Consuelo Casal Mínguez (Madrid, Espanya, 26 de febrer de 1958) és una actriu espanyola.

## Biografia
Filla dels actors Antonio Casal (1910-1974) i Carmen Mínguez, el seu debut al món artístic fou com a hostessa del concurs de televisió Un, dos, tres... responda otra vez entre els anys 1976 i 1978.
Posteriorment es feu càrrec, juntament amb Amparo Larrañaga i més endavant Adriana Ozores, de la presentació del programa musical Aplauso, entre 1981 i 1983, tasca en què fou substituïda per Sílvia Tortosa.
Durant els anys posteriors intervingué en pel·lícules com La guerra de los niños (1980), Las brujas mágicas (1981) i La avispita Ruinasa (1983).
Als últims anys ha arribat a ser molt popular per la seva participació en diferents sèries d'èxit, com Menudo es mi padre (1996) i sobretot Hospital Central, on donà vida a la infermera Elisa Sánchez, entre el 2000 i el 2004. També ha dirigit i escrit dos curtmetratges: Dum-Dum (2003) i Campos de Luz (2004).
A finals del 2010, el desembre, s'incorporà al rodatge de la cinquena temporada de La que se avecina, donant vida al personatge de la Reyes, xicota de l'Araceli Madariaga (Isabel Ordaz). Tot i això, només va participar en aquesta temporada, sense continuar a la sisena ni a les següents.
El 2014 es va dedicar a ser autora teatral i va estrenar les obres Tre-Mendas i Lobas.
El 2016 es va incorporar a la sèrie El Caso: Crónica de sucesos, on interpreta el personatge de Laura López-Dóriga.

## Teatre i revistes
- El hombre del atardecer, de Santiago Moncada (1981)
- Don Juan Tenorio, de José Zorrilla, como Doña Inés (1984)
- Por la calle de Alcalá 2, amb Esperanza Roy (1987)
- El hotelito (2013), d'Antonio Gala (2013)
- Lobas (2014), de M. Casal (2014)

## Cinema
- El alijo (1976), d'Ángel del Pozo.
- Colorín colorado (1976), de José Luis Sáenz de Heredia.
- ¡Susana quiere perder... eso! (1977), de Carlos Aured.
- Perro de alambre (1978), de Manuel Caño.
- La guerra de los niños (1980), de Javier Aguirre.
- Brujas mágicas (1981), de Mariano Ozores.
- Hundra (1983), de Matt Cimber.
- La avispita Ruinasa (1983), de José Luis Merino.
- The Man in the Brown Suit (1989), d'Alan Grint.
- Veneno que tú me dieras (1989), de Mariano Ozores.
- Extraños (1999), d'Imanol Uribe.
- Piedras (2002), de Ramón Salazar.
- Maldito conejo (2004), de Rafa Carmona i Luis Gimeno.
- Munich (2005), de Steven Spielberg.
- Magma (2006), de Vicente Navarro.
- Tod eines Keilers (2006), d'Urs Egger.

## Televisió
- Los gozos y las sombras (1982)
- Ninette y un señor de Murcia (1984)
- Primera funció: El caso de la señora estupenda (1989).
- Vecinos (1994).
- ¡Ay, Señor, Señor! (1995)
- Médico de familia (1995).
- Menudo es mi padre (1996)
- Hospital Central (2000-2005) com Elisa Sánchez
- Les Moreres (Canal 9) (2007)[6]
- 700 euros, diario secreto de una call girl (Antena 3) (2008).
- Física o química (2008-2009) com Marisa.
- Gran Reserva (2010) com Mercedes Monsalve, la senyora Agüero.
- La que se avecina (2011) com Reyes Ballesteros.
- 14 de abril. La República (2012) un episodi